# مستقبل الأستيل كولين المسكاريني M2
مستقبل الأستيل كولين المسكاريني M2، والمعروف كذلك بالمستقبل الكوليني المسكاريني 2، هو مُستقبِل مسكاريني، يُشفِّره الجين البشري (CHRM2).